# José Moris
José Alberto Moris (* 17. Juli 1939 in Santiago de Chile) ist ein ehemaliger chilenischer Fußballspieler. Der Mittelfeldspieler absolvierte zwei Länderspiele für Chile. Auf Vereinsebene gewann er mit dem CF Universidad de Chile zwei Meisterschaften.

## Karriere

### Verein
José Moris kam 1956 in die Profimannschaft vom CF Universidad de Chile. Dort spielte der Mittelfeldspieler, der auch als Innenverteidiger eingesetzt werden konnte, bis 1963. In dieser Zeit gelangen Moris mit La U die Meisterschaften 1959 und 1962. Ab 1964 spielte Moris sieben Jahre im Trikot des CD Palestino. In Chile spielte er noch für Santiago Morning und Deportes Colchagua in der zweiten Liga, wechselte danach erst nach El Salvador zu Atlético Marte und verbrachte dann seine letzten Karrierejahre in Guatemala.

### Nationalmannschaft
José Moris debütierte im Januar 1967 für Chile unter Trainer Alejandro Scopelli beim Campeonato Sudamericano 1967 bei der 0:2-Niederlage gegen Argentinien. Das Spiel blieb der einzige Turniereinsatz für den Mittelfeldspieler. Chile wurde mit zwei Siegen, zwei Unentschieden und einer Niederlage Turnierdritter. Nach der Südamerikameisterschaft spielte er noch in einem weiteren Freundschaftsspiel im Dezember 1967 gegen die Sowjetunion.

## Erfolge
Universidad de Chile
- Primera División: 1959, 1962